# Bellovesos
 Bellovesos est un notable biturige (gaulois) du VIe siècle av. J.-C., mentionné dans Histoire romaine de Tite-Live comme le meneur d'une troupe gauloise s'installant en Italie du Nord. Il est considéré comme légendaire, son historicité n’est pas avérée.

## Légende selon Tite-Live
Au VIe siècle av. J.-C. le roi Ambigatos règne sur le peuple celte des Bituriges, qui compte de nombreux peuples clients. Pour des raisons démographiques, une partie de ces peuples doit rechercher de nouveaux territoires. Cette mission est confiée aux neveux du roi, Segovesos et Bellovesos. Le premier prend la direction de la forêt Hercynienne. Le second passe les Alpes et s’installe dans le nord de l’Italie (Gaule cisalpine).

## Interprétations
Selon Venceslas Kruta, il s’agit probablement d’un mythe fondateur, dont l’origine proviendrait d’un autre peuple celte, les Insubres, qui occupait les territoires de l’actuelle Lombardie. Ce mythe explique notamment la fondation de Milan par les Gaulois (Insubres), connue dans les sources antiques sous le nom de Mediolanum.
« Pour ce qui est du passage des Gaulois en Italie, voici ce qu'on en raconte : à l'époque où Tarquin l'Ancien régnait à Rome, la Celtique, une des trois parties de la Gaule, obéissait aux Bituriges, qui lui donnaient un roi. Sous le gouvernement d'Ambigatus, que ses vertus, ses richesses et la prospérité de son peuple avaient rendu tout-puissant, la Gaule reçut un tel développement par la fertilité de son sol et le nombre de ses habitants, qu'il sembla impossible de contenir le débordement de sa population. Le roi, déjà vieux, voulant débarrasser son royaume de cette multitude qui l'écrasait, invita Bellovèse et Ségovèse, fils de sa sœur, jeunes hommes entreprenants, à aller chercher un autre séjour dans les contrées que les dieux leur indiqueraient par les augures : ils seraient libres d'emmener avec eux autant d'hommes qu'ils voudraient, afin que nulle nation ne pût repousser les nouveaux venus. Le sort assigna à Ségovèse les forêts Hercyniennes ; à Bellovèse, les dieux montrèrent un plus beau chemin, celui de l'Italie. Il appela à lui, du milieu de ses surabondantes populations, des Bituriges, des Arvernes, des Éduens, des Ambarres, des Carnutes, des Aulerques ; et, partant avec de nombreuses troupes de gens à pied et à cheval, il arriva chez les Tricastins. Là, devant lui, s'élevaient les Alpes [...]

Pour eux, ils franchirent les Alpes par des gorges inaccessibles, traversèrent le pays des Taurins, et, après avoir vaincu les Étrusques, près du fleuve Tessin, ils se fixèrent dans un canton qu'on nommait la terre des Insubres. Ce nom, qui rappelait aux Éduens les Insubres de leur pays, leur parut d'un heureux augure, et ils fondèrent là une ville qu'ils appelèrent Mediolanum. »
— Tite-Live, Histoire romaine - Livre V, 34.
Pour Jean Haudry, la légende gauloise des Bituriges Bellovesos et Segovesos est l'un des multiples exemples du mythe de l'expulsion des Jumeaux. Par ailleurs, la fondation de colonies est une réalité historique largement documentée, notamment dans le monde grec, mais aussi ailleurs, dans la pratique italique du ver sacrum, l'expulsion à l'âge adulte de la génération née au printemps d'une année particulière.

## Hommage
L'astéroïde (48844) Bellovesos, découvert en 1998, est nommé en son honneur.
Le cycle de romans Rois du monde de Jean-Philippe Jaworski a pour héros et narrateur Bellovesos.